# Saling Gewog
Saling Gewog (Dzongkha: ས་གླིང་)  es un Gewog (bloque de aldea) del Distrito de Mongar, en Bután.